# Upplands runinskrifter 721
Upplands runinskrifter 721 är en vikingatida runsten av röd sandsten i Löts kyrka, Löts socken och Enköpings kommun. Ornamentiken är reliefhuggen Runstenen är 1,5 meter hög och 1,14 meter bred. Runhöjden är 5-7 centimeter. U 721 står i en nisch till höger om altaret mittemot U 722. Ristningen är signerad av runmästaren Balle. Stenens ornament är huggna i relief vilken är en ovanlig teknik.

## Inskriften
Translitterering av runraden:
· ikikirþ · l... ... · boanta · hulmfiþaʀ · boþur · terfs · bali · risti :
Normalisering till runsvenska:
Ingigærðr l[et] ... boanda Holmfriðaʀ, broður Diarfs. Balli risti.
Översättning till nusvenska:
Ingegärd lät (resa stenen efter?) ..., Holmfrids man och Djärvs broder. Balle ristade.